# Afragola
Afragola – miasto we Włoszech w regionie Kampania, w prowincji Neapol.
Liczba mieszkańców 2019 roku wynosiła 64,452 osób.
Ośrodek handlowy. Przemysł skórzany i winiarski.